# Matin brun
 (février 2012).
Si vous disposez d'ouvrages ou d'articles de référence ou si vous connaissez des sites web de qualité traitant du thème abordé ici, merci de compléter l'article en donnant les références utiles à sa vérifiabilité et en les liant à la section « Notes et références ».
Matin brun est une nouvelle et un apologue français, écrit par Franck Pavloff, édité par une maison d'édition habituellement spécialisée dans la poésie, les Éditions Cheyne en décembre 1998.
Le titre fait référence aux « Chemises brunes », surnom donné aux miliciens nazis des SA. L'auteur a écrit cette nouvelle, sur un « coup de colère », après la révélation d'alliances de candidats avec le Front national au deuxième tour d'élections locales.
Matin brun est une nouvelle universelle contre la pensée unique et ce que Pavloff appelle les « petites compromissions ». Ce livre a une portée universelle car les indications spatio-temporelles ne sont pas détaillées. Le livre a connu un grand succès en 2002 (plus d'un million d'exemplaires vendus) après la surprise du premier tour de l'élection présidentielle où le candidat d'extrême-droite, Jean-Marie Le Pen, fut qualifié pour le second tour. Depuis, cette nouvelle est régulièrement l'objet de discussions et de travaux dans les écoles.
En 2020, alors que Matin brun s'est écoulé à plus de 2 millions d'exemplaires, une nouvelle édition de 5 000 exemplaires est effectuée.

## Résumé
L'État Brun, organisation politique fictive, interdit progressivement la possession de chiens ou de chats non bruns, pour des raisons officiellement scientifiques. Le héros du livre et son ami Charlie, ne se sentant pas concernés, trouvent des raisons d'approuver cette loi. Cependant, un nouveau décret impose l'arrestation de tous ceux qui auraient eu un animal non brun dans le passé, ainsi que leurs familles et leurs amis. Or les deux compagnons ont déjà possédé des animaux non bruns : un chat blanc à taches noires pour le personnage principal et un labrador noir pour son ami Charlie. Dès lors ils sont menacés.

## Similitudes
- Si vous ne connaissez pas le sujet, laissez ce bandeau (vous pouvez alors contacter les auteurs).
- Si vous supprimez le contenu mis en cause (vous pouvez préalablement contacter les auteurs),

argumentez précisément cette suppression dans la page de discussion
(un manque de référence n'est pas un argument ; une recherche réelle de référence doit avoir été effectuée, être formellement documentée).
Le thème et la progression de l'intrigue suivent ceux de discours que le pasteur allemand Martin Niemöller (1892-1984) a prononcés après la Seconde Guerre mondiale aux États-Unis et au Royaume-Uni. Cette trame apparaît dans son témoignage à l'Église confessante à Francfort le 6 janvier 1946 et a sans doute mûri peu à peu lors de ses réflexions et discussions avec d'autres prisonniers pendant son internement au camp de Dachau. Elle a été reprise de nombreuses fois et avec plusieurs variations par le pasteur lui-même, puis elle a été transposée et popularisée (par des organisations dédiées à la mémoire de l’holocauste, par Bertolt Brecht, etc.) en anglais, sous une forme poétique recourant à l'anaphore. Une des versions les plus connues est celle éditée par le Holocaust Memorial Day Trust :

« First they came for the Communists 
And I did not speak out 
Because I was not a Communist

Then they came for the Socialists     
And I did not speak out 
Because I was not a Socialist           

Then they came for the trade unionists
And I did not speak out
Because I was not a trade unionist

Then they came for the Jews
And I did not speak out
Because I was not a Jew

Then they came for me
And there was no one left
To speak out for me »

L’histoire de ce texte, dont Matin brun constitue une nouvelle variation, est retracée historiquement par Harold Marcuse (en), historien à la University of California at Santa Barbara.
Le thème de Matin brun est également très voisin de celui que le dramaturge Eugène Ionesco a développé dans sa pièce Rhinocéros.

## Adaptations
Vincent Josse et France Inter ont mis sur pied un livre-CD édité par Nocturne en 2002, interprété par Jacques Bonnaffé et Denis Podalydès, avec des musiques de Christian Zanési (extrait de Zones sinistrées) et Bruno Letort (extrait de Fables électroniques) et une couverture illustrée par Enki Bilal.
Le réalisateur Serge Avédikian a adapté Matin brun pour son court métrage d'animation Un beau matin. Tourné en 35 mm et sorti en 2005, ce film est réalisé à partir de peintures de Solweig Von Kleist, peintre allemande vivant à Paris. Il a parcouru le monde dans plus de 40 festivals, a obtenu de nombreux prix[Lesquels ?] et est étudié dans le cadre de l'initiative Collège au Cinéma en France. La chaîne Arte, coproductrice du film, l'a diffusé plusieurs fois.
Le compositeur Bruno Giner a composé un opéra de poche intitulé Charlie et interprété par l'Ensemble Aleph, édité sous forme de livre-CD par la collection « Signature-Radio France » de Radio France en 2010, avec une couverture là aussi illustrée par Enki Bilal.
Psysalia Psysalis Psyche, groupe de post-rock japonais, a réalisé en 2009 son premier album nommé Matin brun en référence à la nouvelle de Franck Pavloff[réf. souhaitée].
Une nouvelle édition de Matin brun paraît en 2014 aux éditions Albin Michel, illustrée de 26 œuvres de l'artiste C215. En fin de l'ouvrage, on peut trouver une interprétation générale du texte, ainsi que les biographies de Franck Pavloff et de l'artiste C215 (Christian Guémy).
Un court-métrage d'animation 2D intitulé Matin brun, adaptation libre de la nouvelle, est réalisé par Carlo Vogele, avec une coproduction d'Arte, Doghouse Film et Autour de minuit Productions. Le film est projeté dans la sélection « Midnight Shorts » au festival d'Annecy 2025 et diffusé sur la chaine Arte le 14 juin 2025.